# بروس جيبسون
بروس جيبسون (بالإنجليزية: Bruce Gibson)‏ هو سياسي أمريكي، ولد في 15 يوليو 1953. انتخب عضو مجلس نواب تكساس.